# Domingo de Basavilbaso
Domingo de Basavilbaso de la Presa (Llodio, 1 de septiembre de 1709-Buenos Aires, 9 de mayo de 1775) fue un empresario y político de origen español, emigrado a los 18 años a la Gobernación del Río de la Plata, donde desarrolló principalmente su labor. Fue el organizador del sistema postal en la gobernación.

## Biografía
De origen bilbaíno, marchó a América para trabajar en el negocio de un tío suyo en Montevideo cuando tenía dieciocho años; desarrollando una carrera exitosa, como comerciante y progresista hombre público, vinculado a la vida política, social y eclesiástica de su medio.
Su padre fue Domingo de Basavilbaso y Usparicha Jáuregui y su madre fue María Rosa de la Presa Ereynosa (hija de Domingo de la Presa y María de Ereynosa).
Casó con una criolla de Buenos Aires en 1730, María Uturbia, estableciéndose en dicha ciudad; en la que accede a la vida pública. Primero como alcalde ordinario del Cabildo de Buenos Aires (1736), y después como Síndico (1745) y Regidor (1767). 
Debido a sus responsabilidades viajó por todo el Río de la Plata, que en aquel entonces carecía de una red de correos regular, y logró autorización de la corona para establecer el correo entre Buenos Aires y Potosí en 1748, que llegaba hasta Lima (un sistema de comunicaciones regular basado en carreras de postas, que unían Buenos Aires con Mendoza y Santiago de Chile, hacia el oeste; Córdoba, Santiago del Estero, las provincias del norte y el Alto Perú, llegando hasta Lima, capital por ese entonces del virreinato). La fecha de ese acontecimiento es considerada la del nacimiento del Correo Fijo (regular) en el Río de la Plata: 17 de junio de 1748. Es considerado por esto, padre del servicio de correo en Argentina.
En 1768 con la organización de los correos ultramarinos establecidos por el marqués de Grimaldi, Domingo fue nombrado administrador del correo marítimo de Buenos Aires que, desde Montevideo, llevaba el correo procedente de España mediante el Correo Ultramarino La Coruña-Montevideo. En 1771 se retiró y dejó el puesto a su hijo, el cual edificaría la Casa de Correos de Buenos Aires.